# Années 1950
 (septembre 2010).
Si vous disposez d'ouvrages ou d'articles de référence ou si vous connaissez des sites web de qualité traitant du thème abordé ici, merci de compléter l'article en donnant les références utiles à sa vérifiabilité et en les liant à la section « Notes et références ».
Les années 1950 couvrent la période de 1950 à 1959.
On trouve parfois en français la dénomination en anglais : les fifties, compte tenu du rayonnement économique et culturel des États-Unis, vainqueur de la Seconde Guerre mondiale lors de la décennie précédente.
Les années 1950 sont particulièrement marquées par la montée des tensions entre les États-Unis et l'Union soviétique, chacune respectivement au faîte de leur puissance, et l'opposition de l'idéologie capitaliste au communisme. Le début de la Guerre froide mène notamment au début de la course à l'espace entre les deux puissances, qui se terminera à la fin de la décennie suivante.

## Événements majeurs

### Guerres et conflits
- La guerre froide se poursuit entre les deux blocs Est et Ouest.
- La guerre de Corée a lieu de 1950 à 1953 et fait trois millions de morts.
- La guerre d'Indochine se termine en 1954.
- En 1954 commence la guerre d'Algérie.
- La guerre d'indépendance de Chypre se déroule de 1955 à 1959.
- La révolution cubaine menée par Fidel Castro et Che Guevara aboutit à la prise du pouvoir en 1959.

### Événements géopolitiques
- Le 26 janvier 1950, l'Inde se dote d'une constitution, deux ans après son indépendance à l'initiative du premier ministre Nehru.
- Le 9 février 1950 à Wheeling en Virginie-Occidentale, le sénateur du Wisconsin Joseph McCarthy prononce un discours clamant que le communisme gagne du terrain et lance sa croisade du "Red Scare", accusant des membres du gouvernement américain d'être communistes voire d'être des espions pour l'Union Soviétique. C'est le début du Maccarthysme.
- Le 24 avril 1950, le roi Abdallah Ier, roi de Jordanie depuis 1949, annexe la Cisjordanie et la Palestine. Celui-ci sera ensuite assassiné le 20 juillet 1951 dans la mosquée al Aqsa par un partisan du mufti de Jérusalem.
- En Afrique du Sud, à la suite de l'arrivée au pouvoir du parti national en 1948 et la mise en place de l'apartheid, une série de manifestations («jour de la liberté») a lieu dans le pays. La répression le 1er mai 1950 entraine la mort de 18 personnes; 13 personnes meurent le 10 décembre 1959.
- Le 7 octobre 1950, Mao Zedong ordonne l'ordre d'envahir le Tibet. Le 23 mai 1951, le Tibet fait officiellement partie de la République populaire de Chine après la signature du traité sino-tibétain.
- le 23 juillet 1952 a lieu le coup d'État du Mouvement des officiers libres, dirigé par Mohammed Naguib et Gamal Abdel Nasser, pour renverser le roi Farouk, et en finir avec l'occupation par le Royaume-Uni.
- Le 20 octobre 1952 a lieu la révolte des Mau-Mau au Kenya, une société secrète formé par des Kikuyus. Sévèrement réprimée par les britanniques, la révolte sera définitivement écrasée en 1956 et fera environ 10 000 morts chez les Mau-Mau.
- Juin 1953 : Soulèvement populaire à Berlin-est.
- Du 15 au 19 août 1953 a lieu l'opération Ajax, opération secrète menée par le Royaume-Uni et les États-Unis, exécutée par la CIA avec le soutien du MI6, visant à renverser le Premier ministre d'Iran Mohammad Mossadegh pour le remplacer par le général Fazlollah Zahedi.
- Du 18 au 27 juin 1954 a lieu le coup d'État au Guatemala, résultat d'une série d'opérations organisées par la CIA en lien avec la United Fruit Company (UFC), en réaction aux réformes agraires du gouvernement du président Jacobo Árbenz Guzmán qui affectaient directement les intérêts de la multinationale américaine, dont Allen Dulles (directeur de la CIA de 1953 à 1961) était actionnaire.
- En URSS, la déstalinisation débute, ainsi que dans les pays du bloc soviétique. Le 14 mai 1955, le pacte de Varsovie est fondé (alliance des pays du bloc de l'Est, après l'entrée de l'Allemagne de l'Ouest dans l'OTAN).
- 19 septembre 1955, chute de Juan Perón en Argentine. Celui-ci s'exile ensuite au Paraguay.
- 1er décembre 1955, début du boycott des bus de Montgomery, événement majeur de la lutte du mouvement américain des droits civiques, après l'arrestation de Rosa Parks.
- 29 octobre - 7 novembre 1956, crise du canal de Suez.
- 23 octobre - 10 novembre 1956, Révolution hongroise de 1956, une révolte populaire spontanée contre le régime communiste hongrois et ses politiques imposées par l'Union des républiques socialistes soviétiques (URSS).
- 25 mars 1957, traité de Rome.
- 1958 : début du Grand Bond en avant dans la Chine de Mao Zedong, politique économique qui fera entre 1958 et 1960 entre 20 et 30 millions de morts de malnutrition et de famine.
- Retour du général de Gaulle et instauration de la Ve République en France, avec la constitution de 1958
- 16 février 1959 : Fidel Castro devient premier ministre à Cuba.

### Décolonisation
- 24 décembre 1951 : Indépendance de la Libye
- 9 novembre 1953 : Indépendance du Cambodge
- 1er janvier 1956 : Indépendance du Soudan
- 20 mars 1956 : Indépendance de la Tunisie
- 7 avril 1956 : Indépendance du Maroc
- 6 mars 1957 : Indépendance du Ghana
- 31 aout 1957 : Indépendance de la Malaisie
- 2 octobre 1958 : Indépendance de la Guinée

### Catastrophes naturelles
- En Chine, des inondations en août 1954 dans le secteur de Dongting firent près de 40 000 victimes, et en juillet 1959, de nouvelles inondations firent environ 100 000 morts[2].

- Le 9 juillet 1958, un séisme de magnitude 8,2 sur l'échelle de Richter touche la Baie Lituya en Alaska, aux États-Unis. Il provoque un glissement de terrain et une falaise s'effondre dans la mer. Un tsunami s'ensuit et détruit toute la végétation alentour (plus d'un million d'arbres). La vague, d'une hauteur estimée à 60 mètres, atteint l'altitude de 525 mètres[3].

## Personnalités significatives
- Harry S. Truman
- Dwight D. Eisenhower
- Martin Luther King
- Joseph McCarthy
- Adlai Stevenson
- Marilyn Monroe
- Elvis Presley
- Élisabeth II
- Winston Churchill
- Anthony Eden
- Harold Macmillan
- Vincent Auriol
- René Coty
- Charles de Gaulle
- Pierre Mendès France
- Maurice Thorez
- Konrad Adenauer
- Willy Brandt
- Paul-Henri Spaak
- Joseph Staline
- Nikita Khrouchtchev
- Gueorgui Malenkov
- Lavrenti Beria
- Viatcheslav Molotov
- Nikolaï Boulganine
- Mao Zedong
- Kim Il-sung
- Fidel Castro
- Josip Broz Tito
- David Ben Gourion
- Gamal Abdel Nasser
- Jawaharlal Nehru
- Soekarno
- Juan Peron
- Pie XII
- Jean XXIII

## Musique

### Country & western
- Johnny Cash
- Patsy Cline

### Chanson et variété
- André Claveau
- André Dassary
- Annie Cordy
- Anny Gould
- Barbara
- Boris Vian
- Carla Boni
- Catherine Sauvage
- Charles Aznavour
- Charles Trénet
- Claudio Villa
- Colette Renard
- Cora Vaucaire
- Dalida
- Dario Moreno
- Domenico Modugno
- Édith Piaf
- Flo Sandon's
- Francis Lemarque
- François Deguelt
- Georges Guétary
- Georges Ulmer
- Georges Brassens
- Gilbert Bécaud
- Gloria Lasso
- Henri Salvador
- Jacqueline François
- Jacques Hélian
- Jacques Brel
- Juliette Gréco
- Léo Ferré
- Les Frères Jacques
- Les Quatre Barbus
- Les Sœurs Étienne
- Lina Margy
- Line Renaud
- Luciano Tajoli
- Lucienne Boyer
- Lucienne Delyle
- Luis Mariano
- Marcel Mouloudji
- Maria Candido
- Mick Micheyl
- Nilla Pizzi
- Patachou
- Patrice et Mario
- Philippe Clay
- Pierre Dudan
- René-Louis Lafforgue
- Renée Lebas
- Serge Gainsbourg
- Teddy Reno
- Tino Rossi
- Yves Montand
- Yvette Giraud

### Jazz et blues
- Take Five, le standard de jazz le plus diffusé dans le monde[réf. souhaitée], est écrit en 1959 par Paul Desmond.

- Bing Crosby
- Dave Brubeck
- John Lee Hooker
- Louis Armstrong
- Miles Davis

### Opérette
- André Dassary
- Dario Moreno
- Georges Guétary
- Luis Mariano
- Marcel Merkès
- Maria Candido
- Paulette Merval

### Rock 'n' roll
- Fats Domino
- Bill Haley
- Elvis Presley
- Little Richard
- Chuck Berry
- Bo Diddley
- Gene Vincent
- Eddie Cochran
- Buddy Holly
- Jerry Lee Lewis
- Ritchie Valens

## Cinéma
- Cinéma américain des années 1950
- Liste des films français sortis dans les années 1950
- Le Musée de Guerin

Personnalités majeures :
- Audrey Hepburn
- Humphrey Bogart
- John Wayne
- Gary Cooper
- Burt Lancaster
- Pedro Infante
- Brigitte Bardot
- Elizabeth Taylor
- Jorge Negrete
- James Dean
- Marilyn Monroe
- María Félix
- Marlon Brando
- Jayne Mansfield
- Jean Marais
- Louis de Funès

Films majeurs des années 1950 :
- Les Dix Commandements, film de Cecil B. DeMille sorti en 1956 qui demeure l'un des plus gros succès de l'histoire du cinéma.

## Littérature
- Beat Generation
- Samuel Beckett
- Albert Camus
- Julio Cortázar
- Hermann Hesse
- Yukio Mishima
- Jean-Paul Sartre
- Boris Vian

## Inventions, découvertes, introductions

### Biologie et médecine
- La cladistique (ou  systématique phylogénétique), un classement des espèces vivantes dans un cadre évolutionniste, est introduite par Willi Hennig en 1950.
- Francis Crick et James Watson découvrent la structure en double hélice de l'ADN en 1953.
- Le vaccin contre la poliomyélite est découvert en 1954.
- Le Dr Gregory Pincus met au point la première pilule contraceptive (1956).

### Physique, astronautique et informatique
- La bombe thermonucléaire (bombe H) est créée en 1952.
- Albert Einstein, prix Nobel de physique et auteur de la théorie de la relativité, décède en 1955
- Spoutnik est le premier satellite lancé dans l'espace en 1957.
- Le langage de programmation COBOL est inventé en 1959.

### Arts et culture
- Les transferts ou décalcomanie à sec sous forme d'alphabets Instant lettering, utilisés en graphisme, design et architecture sont inventés par Letraset (Royaume-Uni) en 1959.